# ジークバッハ
ジークバッハ (ドイツ語: Siegbach) は、ドイツ連邦共和国ヘッセン州ギーセン行政管区のラーン＝ディル郡に属す町村（以下、本項では便宜上「町」と記述する）である。

## 地理

### 位置
ジークバッハは、グラーデンバッハ山地の、名前の由来となったジークバッハ川の谷に位置している。この川は、すぐ近くのアンゲルブルクの東側から湧出し、町域を北から南方向に流れ、ビショッフェン近郊でアール川に流れ込む。
町域の半分以上が森に覆われている。最高地点は海抜 590 m のシュミットグルントである。これはアンゲルブルクに次いでグラーデンバッハ山地で2番目に高い山である。
ヴァレンフェルスはボッテンホルナー高地に位置している。この高地はこの集落の西でアンゲルブルクやシュミットグルントからシェルダー・ヴァルトへと移行する。ほかのすべての地区は、自然地域ツォルブーヒェの西に位置する。

### 隣接する市町村
ジークバッハは、北はエッシェンブルク（ラーン＝ディル郡）およびアンゲルブルク、東はバート・エントバッハ（ともにマールブルク＝ビーデンコプフ郡）、南はビショッフェンおよびミッテンアール、南西はヘルボルン、西はディレンブルク（いずれもラーン＝ディル郡）と境を接している。

### 自治体の構成
この町は、アイゼムロート（行政機関の所在地）、オーベルンドルフ、トリンゲンシュタイン、ユーベルンタール、ヴァレンフェルスの5地区からなる。

## 歴史
1970年12月1日にそれまで独立した町村であったオーベルンドルフがアイゼムロートに合併した。その町は、ヘッセン州の市町村再編に伴って、1971年12月31日にトリンゲンシュタイン、ユーベルンタールおよびヴァレンフェルスと合併して、新たな町ジークバッハが成立した。

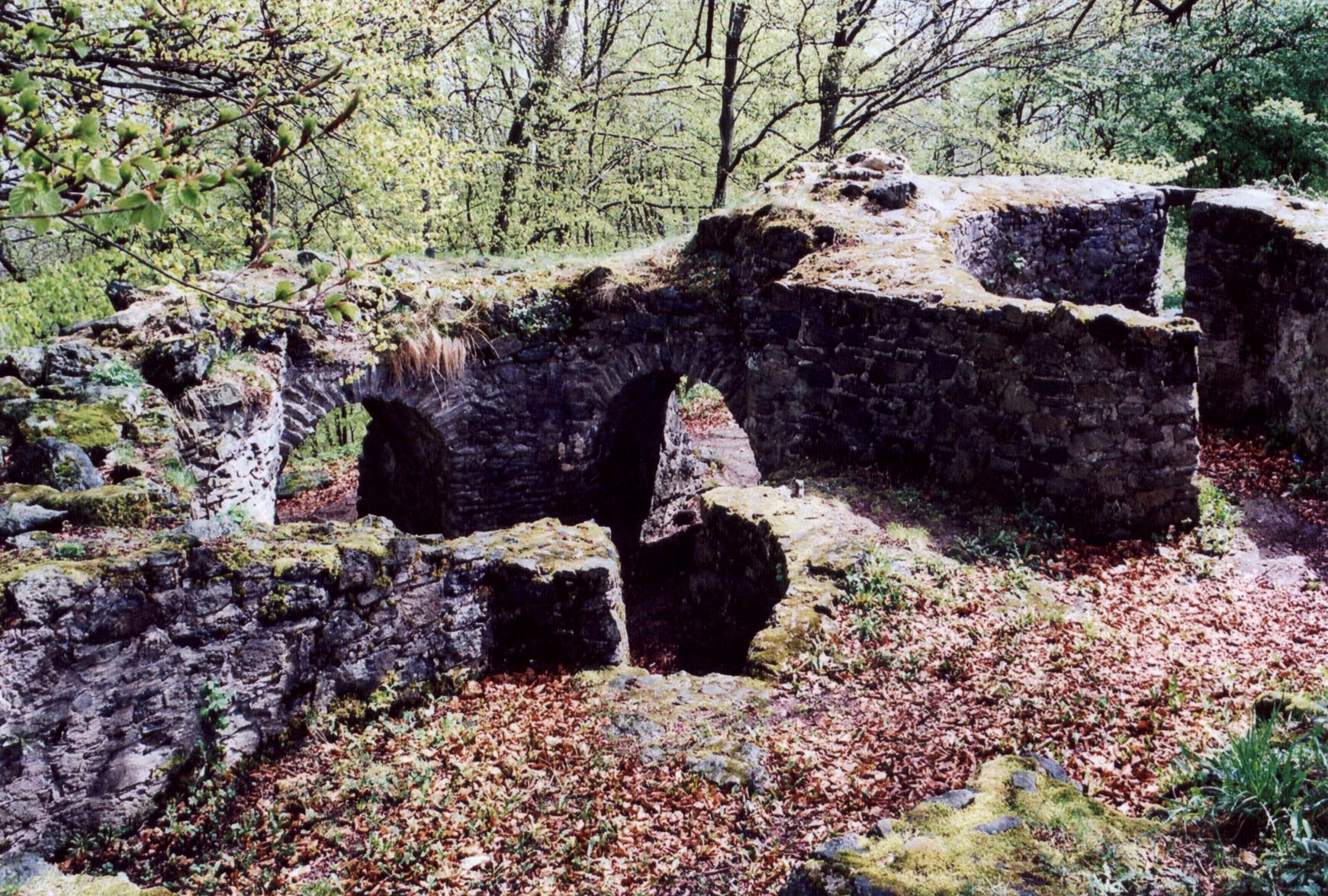
トリンゲンシュタイン城趾

町内には、かつて、アイゼムロート、ヴァレンフェルス、トリンゲンシュタインの3つの城砦があった。これらは、100年続いたデルンバッハのフェーデ（1230年 - 1333年）の最中または直後に建設された。アイゼムロートとヴァレンフェルスの城はヘッセン方伯側、トリンゲンシュタインの城はナッサウ伯の城であった。これは、拡大するナッサウ伯とヘッセン方伯がこの地域の覇権を争っていたためである。

## 行政

### 町議会
この町の町議会は 15議席で構成されている。

### 首長
マイク・トルンプフヘラー（無所属）は2021年6月21日から町長を務めている。
直接選挙制となって以後の首長は以下の通りである。
- 1996年 - 1998年　エーリヒ・ディートリヒ (FWG)
- 1998年 - 2010年　エッケハルト・フェルスター (SPD)
- 2010年 - 2020年　ベルント・ハッペル（無所属）

### 紋章
図柄: 緑地。金色（黄色）の基部に金色の構造物に支えられた黒い坑道。その上に銀色のハンマーとアイゼン（採掘工具）が描かれている。この紋章は、町内にあったかつての坑道に由来している。

## 文化と見所

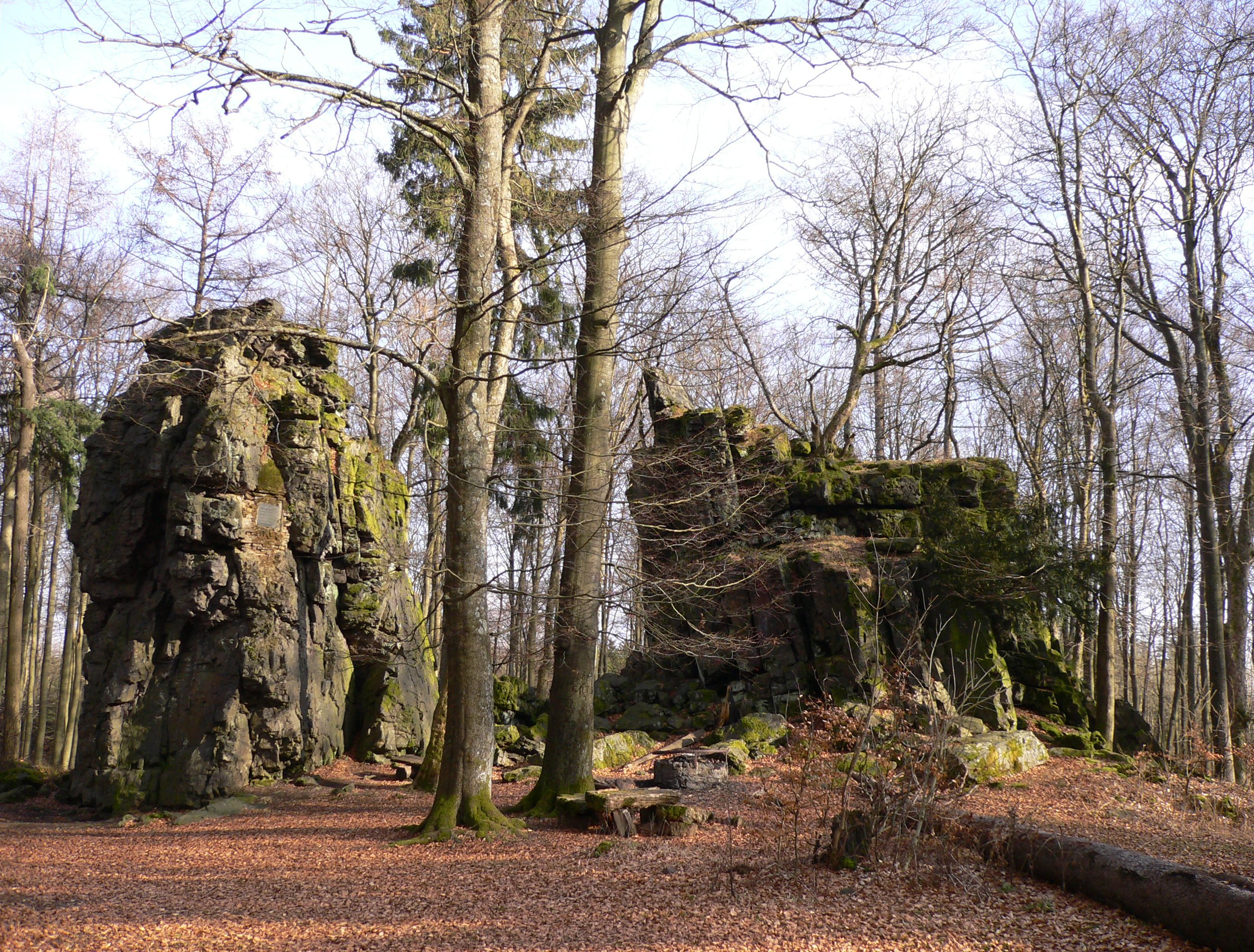
ヴィルヘルムシュタイネ

トリンゲンシュタイン地区とヴァレンフェルス地区との間にあるヴィルヘルムシュタイネは、シェルダー・ヴァルトの中にある最高 15 m の高さの黄鉄鉱の堅牢残丘群である。毎年、キリスト昇天祭には数十年前からこの中で森の礼拝が行われている。
ナッサウ公ヴィルヘルムにちなんで命名されたヴィルヘルムシュタイネは、かつては「ブッシュシュタイネ」と呼ばれていた。ここは、おそらくキリスト教伝来以前の聖域の中心であったと推測されている。その近くのアンゲルブルク付近で、中世初期から盛期の重要な交易街道が交わっていた。これらの交易路は長短の差はあれ、いずれも分水界を越えて行った。北東から来た「ホーエ・シュトラーセ / ヘルボルン街道」はここで、ライプツィヒからマールブルクを経由してケルンやブラバント（現在のベルギー）へ行く重要な東西交易路ライプツィヒ＝ケルン＝メッセ街道（ブラバント街道とも呼ばれる）と交差した。この街道はこの周辺の狭い地域では「シェルダーヴァルト＝ヴェーク」と呼ばれた。古い文献には strada publica（公共の道）と記されている。またギーセンからのヴェストファーレン＝ヴェークもこの周辺でブラバント街道に通じていた。この街道は、ツォルブーヒェまで現在の州道 L3047号線にほぼ沿う形でアール＝ザルツベーデ分水界を越え、ギュンテローデやザルツベーデザッテルを通ってハルテンロートやシュリールバッハに至り、ここからアンゲルブルク方面に向かっていた。さらにここから北に向かうその支道は、パーダーボルンを経由してブレーメンに達した。
アンゲルブルク山には先史時代の重要な集落があったことが証明されている。
城趾: トリンゲンシュタインにはトリンゲンシュタイン城趾が、ヴァレンフェルスにはヴァレンフェルス城趾がある。

## 経済と社会資本

### エネルギー
2011年末に、Typ Nordex N100/2500 の風力発電機 3基を有するウィンドパークが始動した。この施設は、風車の中央の高さ 140 m、風車の直径 100 m であり、2.5 MW の出力を有している。運営者はマニノヴァ社である。年間約 1600万 kWh のエネルギーを生産している。これは 6,400戸分の電力に相当する。

## 人物

### 出身地
- ベルント・ニッケル（ドイツ語版、英語版）（1949年 - ）サッカー選手